# Eichendorffstraße

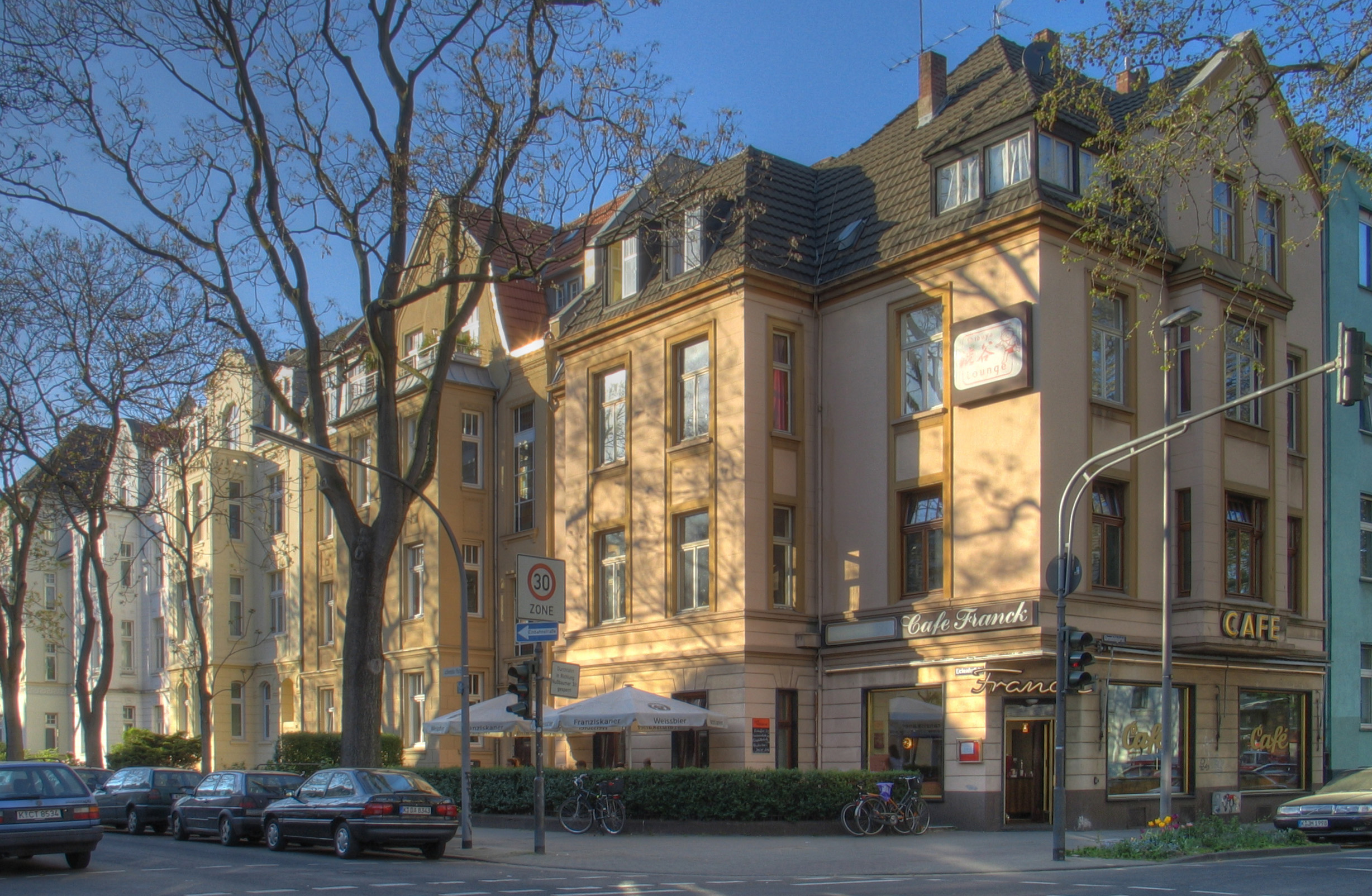
Eichendorffstraße, Blick vom Ehrenfeldgürtel in nordwestliche Richtung

Eine Eichendorffstraße liegt im Kölner Stadtteil Neuehrenfeld im Stadtbezirk Ehrenfeld.
Die während der Gründerzeit angelegte Wohnstraße ist Teil der ersten zusammenhängenden Bebauung Neuehrenfelds. Aufgrund der großzügigen und prachtvollen Gestaltung von Straßenraum und Fassaden gilt sie auch heute noch als eine der schönsten Straßen des Stadtbezirks. Eine hohe Dichte von Baudenkmälern zeugt vom bauhistorischen Stellenwert vieler Häuser. Die Straße ist nach dem Lyriker und Prosaautor Joseph von Eichendorff (1788–1857) benannt.

## Lage und Verlauf

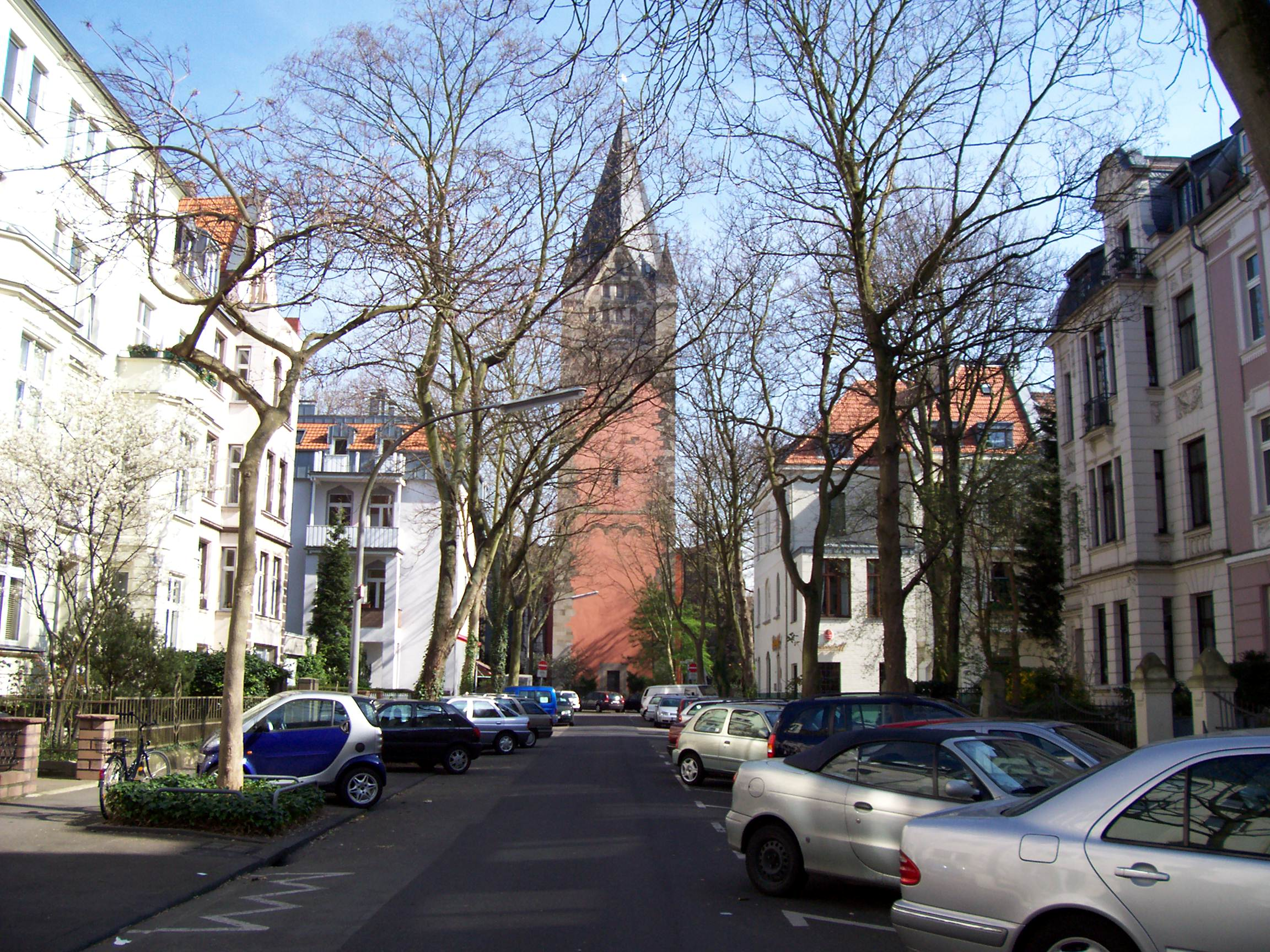
Südöstlicher Abschnitt, im Hintergrund St. Anna

Die 460 Meter lange Eichendorffstraße zweigt gegenüber der St. Anna-Kirche von der Ottostraße ab und verläuft geradlinig bis zum Lenauplatz, wobei sie eine Verlängerung des Kirchenschiffes von St. Anna in nordwestliche Richtung bildet.
Der Lenauplatz ist der Scheitelpunkt eines rechten Winkels zwischen Eichendorffstraße und der südwestlich abzweigenden Hauffstraße. Die beiden Straßen verbinden als axiale Winkelstrahlen zwei der drei katholischen Kirchen Neuehrenfelds, St. Peter und St. Anna. Etwa auf halber Straßenlänge kreuzt die Eichendorffstraße den Ehrenfeldgürtel. Zwischen Ehrenfeldgürtel und Lenauplatz befindet sich die Kreuzung mit der Siemensstraße, an der motorisierter Straßenverkehr als Maßnahme der Verkehrsberuhigung zum Abbiegen nach links gezwungen wird. Kurz vor dem Lenauplatz zweigt rechts die Chamissostraße ab. Der gesamte Straßenverlauf unterliegt einer Einbahnstraßenregelung.

## Geschichte

### Erschließung Anfang 20. Jahrhundert

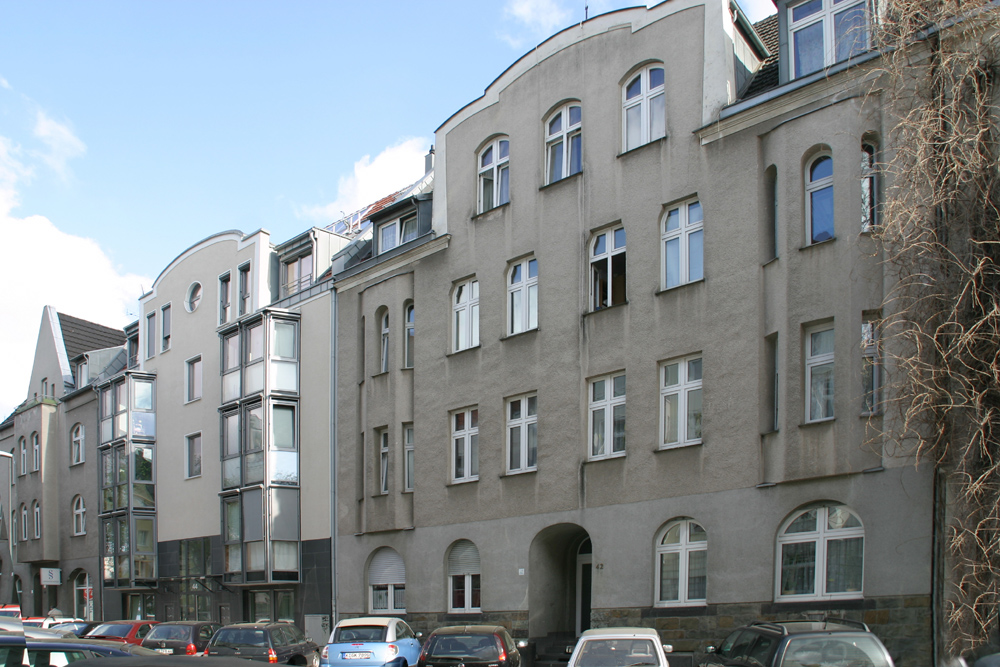
Genossenschaftshäuser Nr. 42, 44 und 46

Nach der ersten Phase der Besiedelung des neuen Vorortes Ehrenfeld, etwa ab 1860, begannen Grundstückseigentümer und Bauherren damit, ganze Straßenzüge für Bürger mit homogenen Einkommensverhältnissen und Ansprüchen an die Wohnqualität zu planen und zu bebauen. Mit der Erschließung des neuen Stadtteils Neuehrenfeld um die Jahrhundertwende weitete man diese Praxis auf ganze Wohngebiete aus. Das als „Subbelrath“ bezeichnete Areal zwischen der Subbelrather und der Nussbaumer Straße gehörte anteilig den Grundbesitzern Alois Anton Schlösser (* 1845, † 1908) und Franz Zilkens (* 1847, † 1915). Schlösser wandte sich mit seinen Parzellen an kleinbürgerliche Kunden wie Handwerker, kleine Kaufleute und Facharbeiter während Zilkens seine Grundstücke, darunter auch große Teile der Eichendorffstraße und das Gebiet um die St. Anna-Kirche, an eine wohlhabende Klientel verkaufte. Der Volksmund nannte die so entstehenden Straßenzüge „Tinte-Veedel“ oder „Tintenkleckserviertel“, weil ihre Bewohner ihr Geld üblicherweise am Schreibtisch verdienten.
Mit dem ab 1901 beginnenden Bau der Häuser wurden ganz bewusst verschiedene Ehrenfelder und Kölner Architekten beauftragt, um trotz der sich wiederholenden Elemente des Jugendstils ein vielfältiges Baubild mit individuellen Gebäuden zu erzielen. Neben den privaten Bauträgern errichtete im Jahre 1905 auch die Gemeinnützige Wohnungsgenossenschaft Ehrenfeld unmittelbar am Lenauplatz die drei Wohnhäuser Eichendorffstraße 66, 68 und 70. Die Hausnummern wurden später in 42, 44 und 46 umnummeriert. Deren Architekt Rudolf Brovot entwarf auch private Bauvorhaben in der Eichendorffstraße, so dass ihm bei diesen Genossenschaftsbauten trotz der eingeschränkten Finanzkraft der Organisation eine Angleichung an die Optik der für Einzelbauherren konzipierten Gebäude gelang.

### Jüdische Schicksale während des Nationalsozialismus

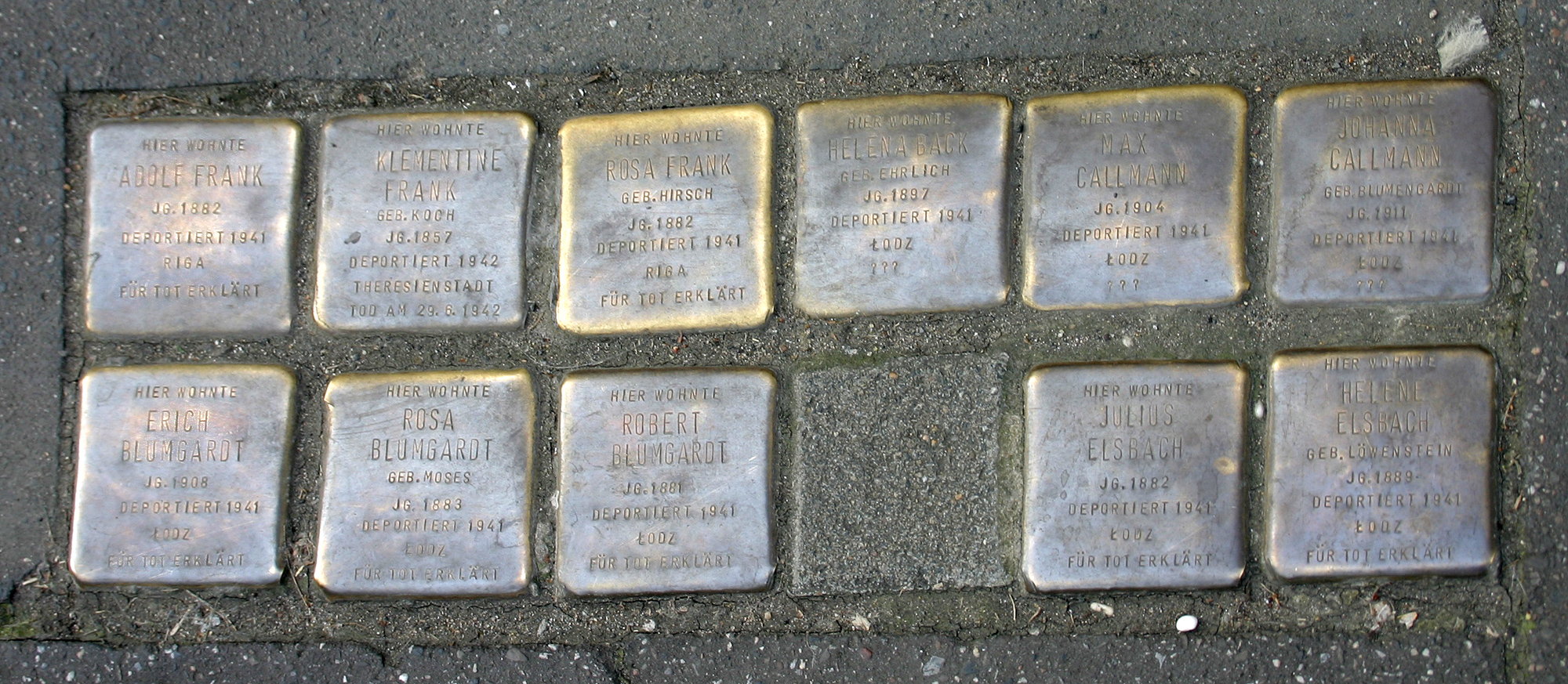
Stolpersteine erinnern an die deportierten Mitglieder der Familien Back, Blumgardt, Elsbach, Callmann und Frank

Bis zum Jahr 1941 lebten elf Juden in der Eichendorffstraße 43, die im Rahmen der nationalsozialistischen Verfolgungen, denen rund 11.000 Kölner Juden zum Opfer fielen, 1941 nach Łódź und Riga deportiert wurden. Das Schicksal der verschleppten Personen ist weitestgehend ungewiss, die meisten von ihnen wurden für tot erklärt. Heute erinnern Stolpersteine des Künstlers Gunter Demnig vor dem Haus an die Opfer.

### Nachkriegszeit und Gegenwart

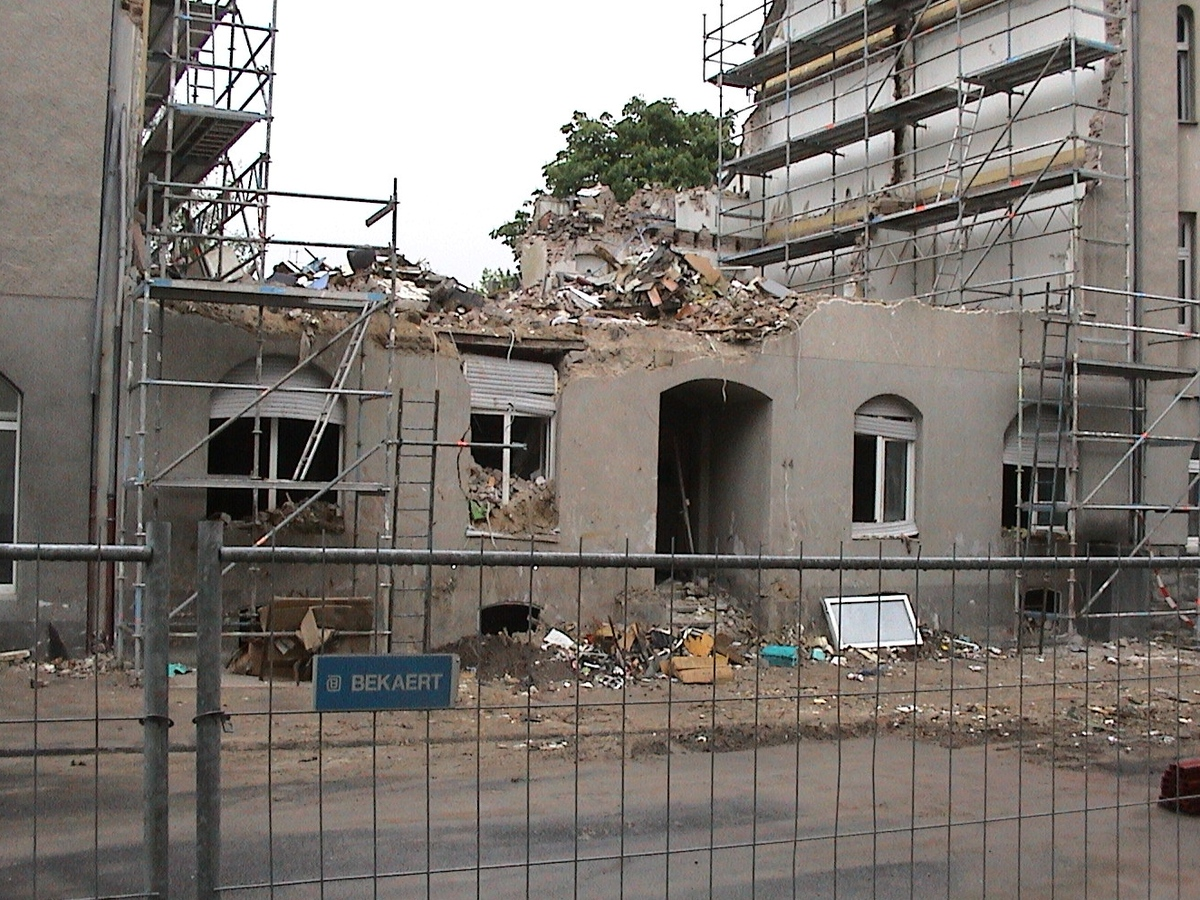
Eichendorffstraße 44 nach der Gasexplosion im Mai 2002

Die Bombenabwürfe des Zweiten Weltkriegs hinterließen verhältnismäßig wenige irreparable Schäden an der Bausubstanz in der Eichendorffstraße.  In den letzten Jahrzehnten wurden viele der alten Gebäude renoviert, wobei besonders die Stuckfassaden aufwändig hergerichtet wurden. Allerdings wurde am 14. Mai 2002 das Genossenschaftshaus Nummer 44 bei einer durch den Suizid eines Bewohners verursachten Gasexplosion völlig zerstört. Trotz der verheerenden Wirkung der Explosion konnten alle anderen Bewohner des Hauses entweder gerettet werden oder waren zum Unglückszeitpunkt abwesend. Das Haus wurde danach abgetragen und durch einen Neubau ersetzt.

## Straßenbild

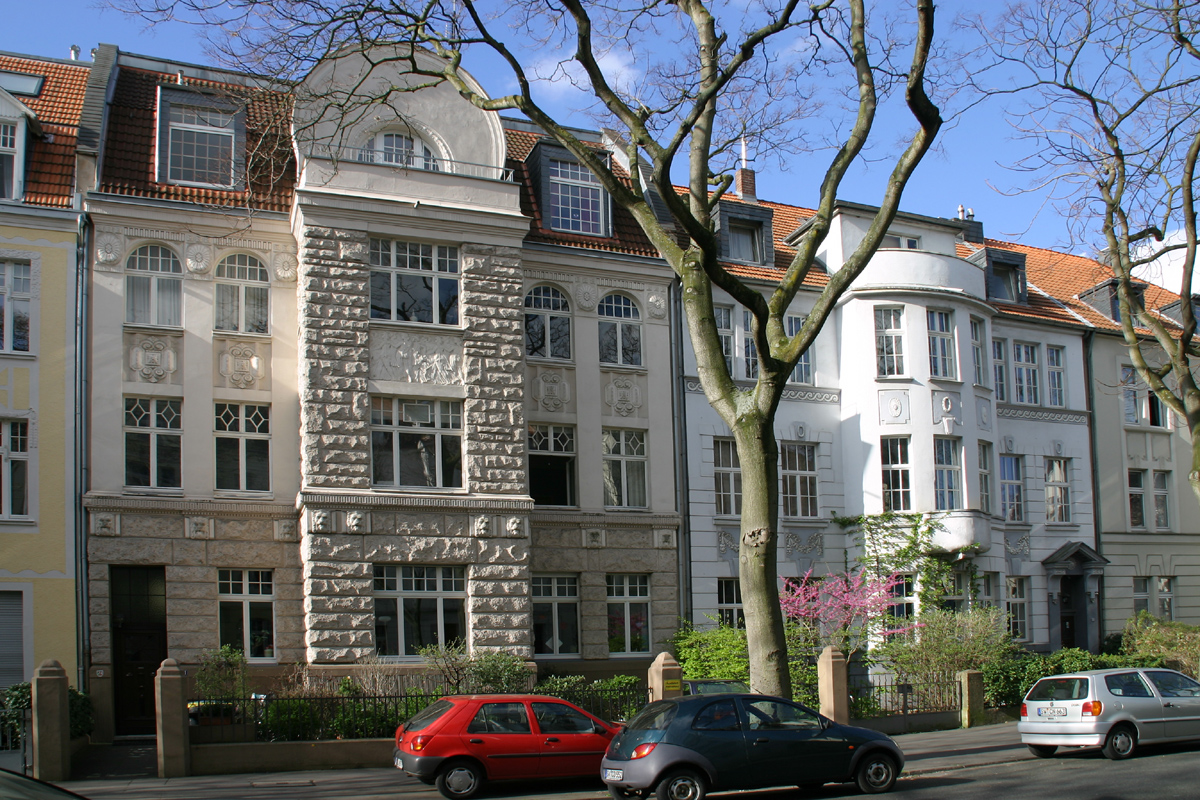
Denkmalgeschützte Häuser mit Vorgärten

Im kurzen Stück zwischen Lenauplatz und Chamissostraße reicht die Bebauung bis an den öffentlichen Straßenraum. Im längeren Teil der Straße, zwischen Chamissostraße und Ottostraße, sind die Grundstücke so groß angelegt, dass zu jedem Haus sowohl ein Vorgarten als auch ein begrünter Hinterhof gehören. Die Straße ist dort durchgängig von Götterbäumen gesäumt; in Verbindung mit den Vorgärten entsteht so der Eindruck einer großzügigen Allee.

### Bebauung
Die ein- und zweispännig erschlossenen, dreistöckigen Mietshäuser der Eichendorffstraße fallen durch ihren reichen Fassadenschmuck auf. Gestaltungs- und Schmuckelemente des Jugendstils wie Blendgiebel, unterschiedliche Vor- und Aufbauten, Risalite, vielfältige Oberflächenmaterialien, Reliefs und Ornamente wurden von den verschiedenen Bauherren und Architekten, darunter Gottfried Riphahn, Vater von Wilhelm Riphahn, zur repräsentativen Gestaltung der Häuser eingesetzt. Obwohl jedes Haus ein individuelles Erscheinungsbild aufweist, hat die Straße einen harmonischen, einheitlichen Charakter, weil Haustypen sowie Breiten- und Höhenmaße annähernd gleich gewählt wurden. Auf der Innenhofseite sind die Hausfassaden in dunklem Backstein gemauert. Gelbe Ziegelornamente in waagerechter Linienform und in Tür- und Fensterbögen schmücken diese rückwärtigen Fassaden. Die meisten der alten Häuser in der Eichendorffstraße gelten als Baudenkmäler; im Jahre 2000 waren dies 27 Gebäude.

### Gastronomie

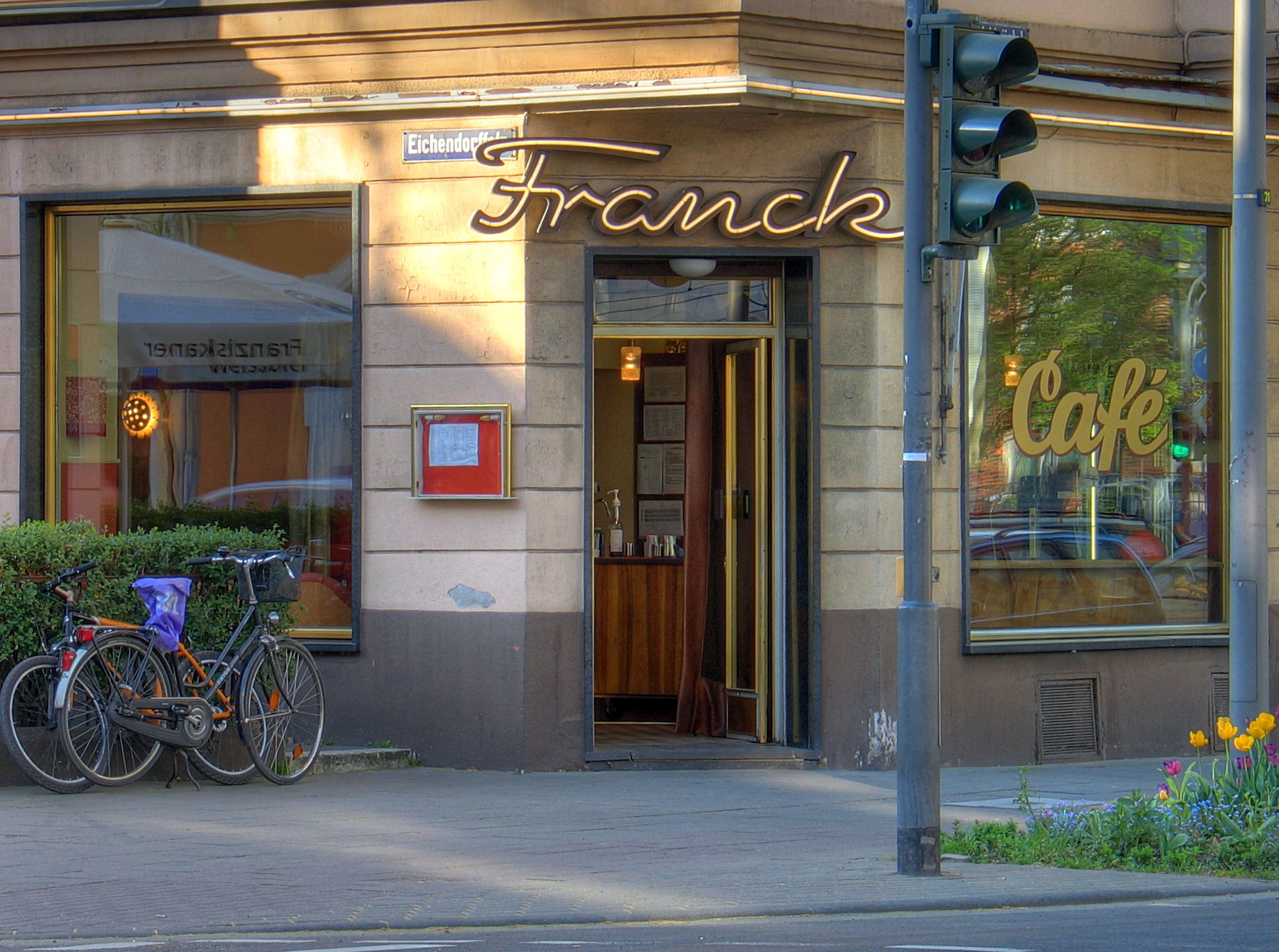
Cafe Franck

Unter den in der Eichendorffstraße angesiedelten Gastronomiebetrieben ist das seit 1938 existierende Café Franck erwähnenswert: Von Hans Büttgen übernahm Konditormeister Heinz Franck mit seiner Frau Susanne das Café in der Eichendorffstraße und sie nannten es Café Franck. 1985 verstarb Heinz Franck und Susanne Franck führte das Café weiter. Das Paar führte es insgesamt 64 Jahre lang, bis es Frau Franck im Alter von 91 Jahren im Jahre 2002 schließen musste. Das Café war für seinen Kuchen weit über Neuehrenfeld bekannt. Inzwischen wurde es unter gleichem Namen von anderen Inhabern wiedereröffnet, die darin tagsüber das Café mit Außengastronomie und abends eine Lounge-Bar betreiben.